# The Singles (band)
The Singles was een Belgische band in het begin van de jaren 80.

## Geschiedenis
De band verwierf enig succes na hun tweede plaats in de Humo's Rock Rally van 1980 na The Machines. 
Ze namen deel met het nummer Don't Wait.
In datzelfde jaar brachten ze de single Summer in Hawaii uit.

## Bezetting
- Ben Crabbé (drums)
- Paul Daels (zang)
- Paul Demuynck (gitaar)
- Wout Dockx (basgitaar)

## Discografie
- Summer in Hawaii (1980)
- Everynight (1981)
- The Last Dance (1982)
- Easy To Do (1982)[1]